# Червоне (Білогірський район)
Черво́не (до 1945 — Ногайли́-Ахма́т, крим. Noğaylı Ahmat) — село Білогірського району Автономної Республіки Крим.
Відстань від райцентру до населеного пункта становить 47 кілометрів по прямій.
У 2023 році у проєкті Постанови Верховної Ради України «Про перейменування деяких населених пунктів Автономної Республіки Крим» село запропоновано перейменувати на Ногайли-Ахмат.